# 奇扎里拉國家公園
奇扎里拉國家公園（英語：Chizarira National Park）是非洲南部國家津巴布韋的國家公園，位於該國北部，佔地2,000平方公里，在1963年成立自然保護區，於1975年成為國家公園。